# Gastone Simoni (vescovo)
Gastone Simoni (Castelfranco di Sopra, 9 aprile 1937 – Fiesole, 28 agosto 2022) è stato un vescovo cattolico italiano.

## Biografia
Fu ordinato presbitero il 1º gennaio 1960 per la diocesi di Fiesole.
Fu provicario generale della diocesi di Fiesole dal 1969 e vicario generale dal 1975.
Nel 1977 contribuì alla nascita del periodico Supplemento d'anima per i cattolici impegnati nella vita sociale e politica.

### Ministero episcopale

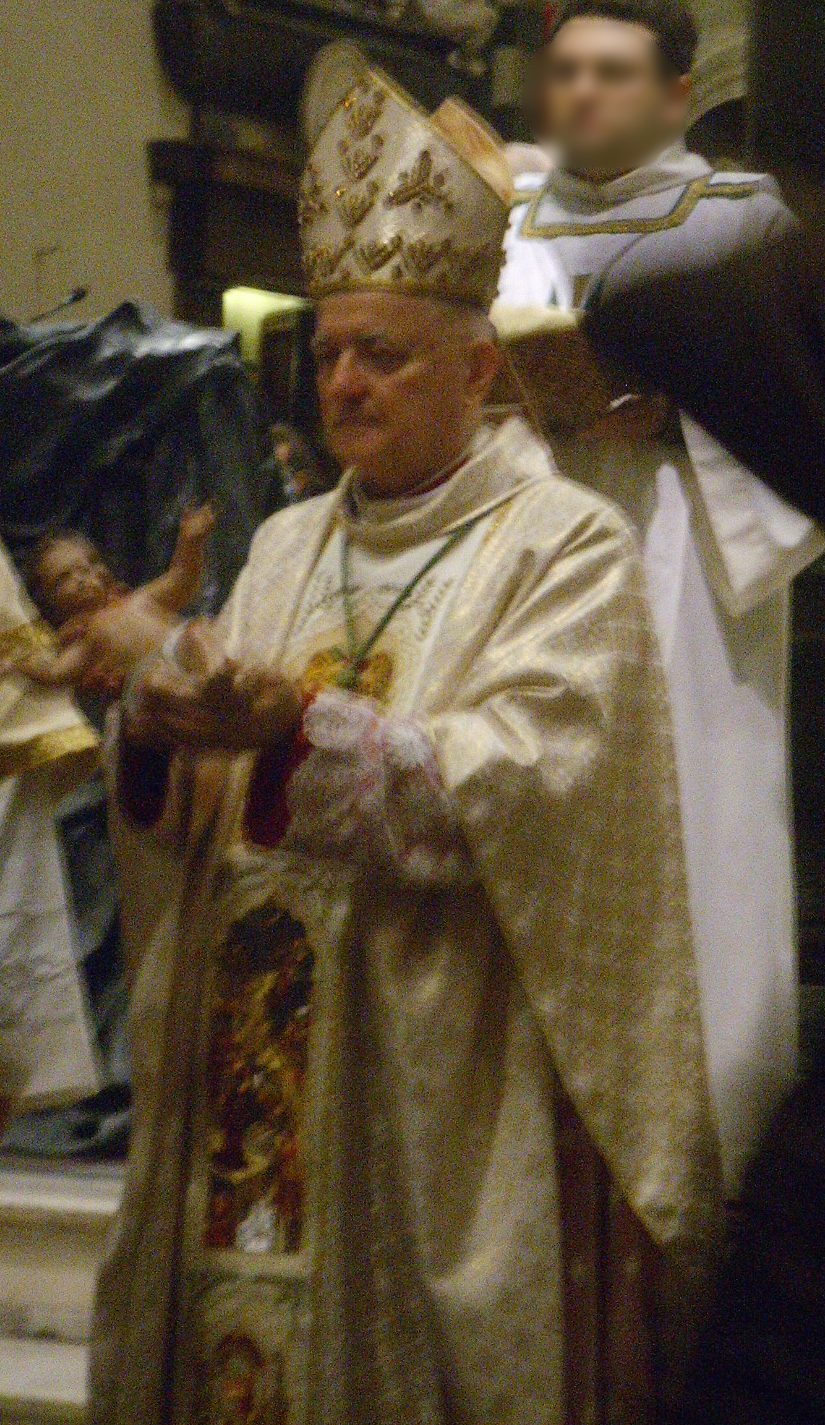
Mons. Gastone Simoni nel 2006.

Il 7 dicembre 1991 fu eletto vescovo di Prato, dopo il ritiro per raggiunti limiti d'età di mons. Pietro Fiordelli. Ricevette l'ordinazione episcopale il 6 giugno 1992 da papa Giovanni Paolo II, co-consacranti l'arcivescovo Giovanni Battista Re, sostituto per affari generali della Segreteria di Stato, e l'arcivescovo Josip Uhač, segretario della Congregazione per l'Evangelizzazione dei Popoli.
Si insediò in diocesi il 23 febbraio 1992. Ricoprì anche l'incarico di presidente ad interim della Commissione Episcopale per la cultura e le comunicazioni sociali e membro della Conferenza Episcopale Toscana.
Nel 2006 scrive il libro Liberi, ma non dispersi (ed. Effatà), contenente il Manifesto con le idee e la proposta del Collegamento Sociale Cristiano, di cui è stato cofondatore nel 2001.
Il 29 novembre 2006 riorganizzò profondamente la diocesi di Prato, suddividendola in 7 vicariati.
Il 29 settembre 2012 papa Benedetto XVI accolse la sua rinuncia per raggiunti limiti di età: gli succedette quale vescovo di Prato mons. Franco Agostinelli, già vescovo di Grosseto.
Il 26 maggio 2021 il Consiglio episcopale permanente della Conferenza Episcopale Italiana lo nominò assistente ecclesiastico nazionale dell'Opera Assistenza Malati Impediti.
Morì a Fiesole il 28 agosto 2022 all'età di 85 anni.

## Genealogia episcopale
La genealogia episcopale è:
- Cardinale Scipione Rebiba
- Cardinale Giulio Antonio Santori
- Cardinale Girolamo Bernerio, O.P.
- Arcivescovo Galeazzo Sanvitale
- Cardinale Ludovico Ludovisi
- Cardinale Luigi Caetani
- Cardinale Ulderico Carpegna
- Cardinale Paluzzo Paluzzi Altieri degli Albertoni
- Papa Benedetto XIII
- Papa Benedetto XIV
- Papa Clemente XIII
- Cardinale Enrico Benedetto Stuart
- Papa Leone XII
- Cardinale Chiarissimo Falconieri Mellini
- Cardinale Camillo Di Pietro
- Cardinale Mieczysław Halka Ledóchowski
- Cardinale Jan Maurycy Paweł Puzyna de Kosielsko
- Arcivescovo Józef Bilczewski
- Arcivescovo Bolesław Twardowski
- Arcivescovo Eugeniusz Baziak
- Papa Giovanni Paolo II
- Vescovo Gastone Simoni